# سانیتاس
سانیتاس (انگلیسی: Sanitas) شرکت داروسازی لیتوانیایی است، که در سال ۱۹۲۲ تأسیس شد.